# Prêmio Sexy Hot
O Prêmio Sexy Hot, também citado como Oscar do Pornô Brasileiro, (em sua primeira edição chamado de Prêmio da Indústria Pornô) é uma premiação dada aos atores, produtores e diretores pornográficos do Brasil que ocorre desde 2014.
É dividido atualmente em 17 categorias: Melhor Cena de Sexo Oral, Melhor Cena de Sexo Anal, Melhor Cena de Dupla Penetração, Melhor Cena de Orgia/Gang Bang, Melhor Cena de Ménage, Melhor Cena de Fetiche, Melhor Atriz Hétero, Melhor Ator Hétero, Melhor Atriz Transexual, Melhor Ator Homo Masculino, Melhor Atriz Homo Feminina, Revelação do Ano LGBT, Revelação do Ano Hétero, Melhor Cena Homo Feminina, Melhor Cena Transexual, Melhor Filme Hétero e Melhor Diretor.

## 2014
Inspirado no tradicional AVN Awards, maior prêmio da indústria pornográfica mundial, esta primeira edição teve o nome de Prêmio da Indústria Pornô (PIP), apesar de já ser promovido pelo canal por assinatura Sexy Hot. As premiações foram todas para produções de conteúdo heterossexual, já que as de temática LGBT não atingiram um número suficiente de inscritos.

## 2015
A premiação de 2015 contou com 14 categorias, sendo 11 de votação popular. 20% dos inscritos foram de temática LGBT, um número bastante superior ao ano anterior, quando as categorias voltadas à essas produções sequer atingiu o quórum mínimo.
O grande campeão da noite foi o ator Yuri, com 3 conquistas.
Esta também foi a última edição em que atores e atrizes LGBT concorreram juntos, passando a serem divididos, no ano seguinte, em Melhor Atriz LGBT e Melhor Ator LGBT, bem como a última com categorias separadas para Melhor Filme (escolhidos pelo público) e Melhor Filme/Cena (aqui escolhidos por uma comissão de jurados). Outra premiação descontinuada após esta edição foi aquela dedicada a premiar o título mais criativo.

## 2016
À partir da edição de 2016, o evento ganhou seis novas categorias, contemplando a diversidade de gêneros. Estrearam neste ano Melhor Cena de Ménage, Melhor Cena Homo Feminino, Melhor Cena Transexual, Melhor Atriz Homo, Melhor Ator Homo e Melhor Atriz Transexual.
O grande destaque ficou por conta da atriz Patrícia Kimberly, a primeira a vencer em quatro categorias de atuação.

## 2017
Com um número recorde de 200 inscrições, a premiação de 2017 contou com 17 categorias, sendo 13 decididas pelo voto popular. O grande destaque da edição foi Emme White, vencedora de 4 prêmios, igualando o recorde de Patrícia Kimberly no ano anterior: Atriz Homo, Cena Homo Feminina, Cena de Sexo Oral e Cena de Orgia.

## 2018
Na edição de 2018, estavam previstas inicialmente 18 categorias, mas 4 acabaram sendo canceladas por não atingirem um número suficiente de produções inscritas, sendo todas de temática LGBT: Melhor Atriz Trans, Melhor Cena Trans, Melhor Ator Homo e Melhor Cena Homo Masculino.
Este também foi o ano que marcou a primeira indicação de mulheres na categoria de direção, com Mila Spook e May Medeiros, tendo Mila sido a vencedora por (Des)Conectados) (ela também venceu em Melhor Filme Hétero com esta mesma produção).
O evento também foi marcado por homenagens ao cantor Mister Catra, falecido um mês antes. Dois de seus filhos participaram da entrega de troféus.

## 2019
Foi a primeira edição apresentada por uma mulher, a atriz, roteirista e produtora (de filmes "convencionais") Natalia Klein. Tivemos a volta das produções LGBT, ausentes no ano anterior por não terem atingido um número mínimo de inscritos.
Nesta edição foi inserida uma nova categoria dedicada exclusivamente a produções próprias da Sexy Hot.
A atriz Dread Hot levou o maior número de prêmios da noite, com 3 troféus, e aproveitou para anunciar que iria se iniciar na direção de filmes.

## 2020
Devido à pandemia de COVID-19, a edição de 2020 foi adiada e a premiação encontra-se, desde então, interrompida.

## Ganhadores
|                                          | 2014                   | 2015                                                                                    | 2016                                                                             | 2017                                                                                     | 2018                                                                                      | 2019 |
| Revelação do Ano Hétero                  | Renatinha Gaúcha       | Rebeca Rios - Tudo pelo Prazer 4                                                        | Aline Rios - Porno Fantasy 2                                                     | Elisa Sanches - Abundância                                                               | Danny Mancinni - Serviço Completo                                                         | Alemão - Sugar Baby |
| Melhor Atriz Hétero                      | Fabiane Thompson       | Patrícia Kimberly - UberXXX da Paty                                                     | Elisa Sanches - Negão do Zap                                                     | Dread Hot - Sugar Baby                                                                   |                                                                                           | |
| Melhor Ator Hétero                       | Ed Junior              | Yuri - A Mulher do Meu Amigo                                                            | Vinny - Bundinha Gostosa                                                         | Loupan - Casa da Mãe Joana                                                               | Nego Catra - No Íntimo do Perverso                                                        | Loupan - Massagem Excitante |
| Melhor Filme Hétero                      | Transa ao Tom de Cinza | A Culpa é das Bucetas                                                                   | Fight for fuck                                                                   | Loucuras de Casal                                                                        | [Des] Conectados                                                                          | La casa de Raquel |
| Melhor Cena De Sexo Anal                 | Anal maníacas 2        | Darlene Amaro & Yuri – A culpa é das Bucetas                                            | Soraya Carioca & Fábio Lavatti – Fábio Gump – O comedor da história              | Elisa Sanches & Yuri – Sexy Blonde                                                       | Emme White e Yuri - Bruxas                                                                | Elisa Sanches, Eduardo Lima e Vinny Burgos - Elisa, campeã anal                                                                            |
| Melhor Cena De Dupla Penetração          | Meninas Más            | Melissa Alecxander, Ed Jr. & Tony Tigrão – Taras & BDSM                                 | Patrícia Kimberly, Tony Tigrão & Ed Jr. – As fantasias de Paty                   | Ana Julia, Eduardo Lima & Jack Kallahari – Molhadinhas e Meladinhas 2                    | Elisa Sanches, Tony Tigrão e Cassio Reys - Um furacão chamado Elisa                       | Mirella Mansur, Nego Catra e Tony Tigrão - Promessa é dívida                                                                               |
| Melhor Cena De Sexo Oral                 | Profissão: Atriz Pornô | Mila Spook, Bárbara Costa, Yago Ribeiro & Alemão – Duelo de boquete 2                   | Emme White & Erick Fire – Desejos Femininos                                      | Emme White e Yuri - Bruxas                                                               | Dread Hot e Alemão - Sugar baby                                                           | |
| Melhor Cena De Fetiche                   | Bundas Alucinantes     | Patrícia Kimberly & Alemão – Pés do prazer                                              | Patrícia Kimberly, Tony Lee & Corno Mor – Cornolândia 3                          | Nego Catra & Sandy Cortez – Masturbatrix 9                                               | Mia Linz e Ricardo - Cabine erótica                                                       | Amanda Souza e Loupan - Traições e fetiches                                                                                                |
| Melhor Cena De Orgia/Gang Bang           | Amigas da Minha Irmã   | Prince, Nicole Bittencourt, Britney Bitch & Yara – Garotas da Van em Prince, o Gostosão | Patrícia Kimberly, Giovana Bombom, Kojac, Vinny Burgos & Yuri – Orgia na piscina | Emme White, Mel Fire, Angel Lima, Fabi Thompson & Patrícia Kimberly – Orgasmos Múltiplos | Sandy Cortez, Patrícia Kimberly, Alessandra Marques, Loupan e Tony Tigrão - Carnated 2017 | Elisa Sanches, Giovana Bombom, Suzy Anderson, Indyara Dourado, Eduardo Lima, Fred Salazar, Jack Kallahari e Felipe Costa - Resenha do Brad |
| Revelação Do Ano LGBT                    |                        | Bianca Hills - Bianca Hills & Alex Jr.                                                  | Grazzie - Tattoo Safada 2                                                        | Mel Fire - Orgasmos Múltiplos                                                            | Dread Hot - 5 para 1                                                                      | Victoria Neves - Escravinha T |
| Melhor Ator/Atriz (LGBT)                 |                        | Mayanna Rodrigues - Jujubas                                                             |                                                                                  |                                                                                          |                                                                                           | |
| Melhor filme/cena (escolha do Juri)      |                        | Taras & BDSM                                                                            |                                                                                  |                                                                                          |                                                                                           | |
| Melhor filme/cena LGBT (escolha do Juri) |                        | Gatas e gatas 2                                                                         |                                                                                  |                                                                                          |                                                                                           | |
| Melhor Diretor                           |                        | Marcos Morais - Cornolândia, O Submundo dos Cornos                                      | Binho - Fábio Gump - O Comedor da História                                       | Marco Cidade - Player                                                                    | Mila Spook - (Des)Conectados                                                              | Fabio Silva - La Casa de Raquel |
| Melhor Cena De Ménage                    |                        |                                                                                         | Patrícia Kimberly, Tony Tigrão & Ed. Jr. – As fantasias de Paty                  | Grazy Moraes, Sol Soares & Renan Cobra – As Aventuras de Grazy                           | Patrícia Kimberly, Marcos Sampaio e Rob - Encontro com os Fãs 2                           | Carolina Carioca, Vinny Burgos e Jack Kallahari - Boas entradas                                                                            |
| Melhor Atriz LGBT                        |                        |                                                                                         | Bárbara Costa - Enquanto Ele Não Vem                                             | Emme White - Festival Bucetal                                                            | Patricia Kimberly - Garotas da Van em Reunião da Diretoria                                | Patricia Kimberly - Amarradas e Dominadas                                                                                                  |
| Melhor Ator LGBT                         |                        |                                                                                         | Andy Star - A Obra                                                               | Kaleb - O Tímido da Sauna                                                                |                                                                                           | |
| Melhor Atriz Transexual                  |                        |                                                                                         | Bruna Butterfly - Bruna Butterfly x Rayka Rafize x Allana Ribeiro                | Carol Penélope - Gang Bang com Carol                                                     |                                                                                           | Carla Novaes - Trocando o Óleo |
| Melhor Cena Homo Feminina                |                        |                                                                                         | Grazzie Borges, Jully DeLarge & Mila Spook – Tatuadas hardcore 4                 | Emme White & Grazzie – Sessões de Fetiche 3                                              | Fernandinha Fernandez, Fabiane Thompson e Emme White - Serviço completo                   | Alessandra Maia e Dread Hot - Sugar baby                                                                                                   |
| Melhor Cena Transexual                   |                        |                                                                                         | Sheylla Wandergirlt & Yago Ribeiro – Trannybrazil                                | Grazi Cinturinha, Victoria Carvalho & Erick Fire – Doutor Ponha no meu Rabo Por Favor    |                                                                                           | Carla Novaes e Capoeira - Trocando o óleo                                                                                                  |
| Melhor Filme "Sexy Hot Produções"        |                        |                                                                                         |                                                                                  |                                                                                          |                                                                                           | App |
| Melhor Título                            | Transa ao Tom de Cinza | A Culpa é das Bucetas                                                                   |                                                                                  |                                                                                          |                                                                                           | |